# Leonardo Favio
Leonardo Favio (n. Fuad Jorge Jury; n. 28 mai 1938, Las Catitas⁠(d), Provincia Mendoza, Argentina – d. 5 noiembrie 2012, Buenos Aires, Argentina) a fost un actor argentinian, cântăreț și regizor de film.

## Filmografie

### Regizor
- Aniceto (2008)
- Perón, sinfonía del sentimiento (1999)
- Gatica, el mono (1993)
- Soñar, soñar (1976)
- Nazareno Cruz y el Lobo (1975)
- Juan Moreira (1973)
- El Dependiente (1969)
- Éste es el romance del Aniceto y la Francisca, de cómo quedó trunco, comenzó la tristeza y unas pocas cosas más.. (1966)
- Crónica de un niño solo (1965)
- El amigo (1960)
- El señor Fernández (1958; neterminat)

### Actor
- Tobi y el libro mágico (2000)
- Campo de sangre (1999)
- Gatica, "El Mono" (1993)
- Simplemente una rosa (1971)
- Fuiste mía un verano (1969)
- El dependiente (1969)
- Martín Fierro (1968)
- El ojo de tu madre (1966)
- Crónica de un niño solo (1965)
- Paula captivă (1963)
- La terraza (1963)
- Ne asumăm răspunderea (1962)
- La Mano en la trampa (1961)
- Fin de fiesta (1960)
- En la ardiente oscuridad (1958)
- El ángel de España (1958)
- The Kidnapper (1958)
- Șeful (1958) – Marcelo
- El Ángel de España (1958; figurant)

### Producător
- Gatica "el Mono" (1993)
- Nazareno Cruz y el Lobo (1975)

## Discografie
- Me miró, LP
- Aquí está, LP
- Yo soy, LP
- De amor nadie muere, LP
- Una cita con Leonardo Favio, LP
- Leonardo Favio, LP
- Favio 73, LP
- Hola Che, LP
- Favio, LP in Spain
- Vamos a Puerto Rico, LP
- En Concierto, LP
- Era... cómo podría explicar, LP
- En Concierto, LP
- Leonardo Favio, LP (1969)
- Fuíste mía un verano, LP (1968)
- No jueges más, LP
- Más Que Un Loco, LP (1989)